# Ulsted Sogn
Ulsted Sogn er et sogn i Aalborg Nordre Provsti (Aalborg Stift).
I 1800-tallet var Ulsted Sogn et selvstændigt pastorat. Det hørte til Kær Herred i Ålborg Amt. Ulsted sognekommune blev ved kommunalreformen i 1970 indlemmet i Hals Kommune, der ved strukturreformen i 2007 indgik i Aalborg Kommune.
I sognet findes følgende autoriserede stednavne:
- Akær (bebyggelse)
- Akær Bæk (vandareal)
- Broktved (bebyggelse)
- Buksti (bebyggelse)
- Galtrimmen (areal)
- Gettrup Mark (bebyggelse)
- Gettrup Skov (areal)
- Klitgård (ejerlav, landbrugsejendom)
- Krabbesbro (bebyggelse)
- Lillehede (bebyggelse)
- Lunderbæk (vandareal)
- Nørre Badsbjerg (bebyggelse)
- Rimmerne (bebyggelse, ejerlav)
- Rottrup (bebyggelse)
- Rønholt (bebyggelse)
- Skurvemose (bebyggelse)
- Sønder Badsbjerg (bebyggelse)
- Sønderlund (bebyggelse)
- Tuekær (areal, ejerlav)
- Ulsted (bebyggelse, ejerlav)
- Ulsted Kær (bebyggelse)
- Ulstedlund (bebyggelse)
- Vester Badsbjerg (bebyggelse)